# Октябрь (Чувашия)
Октя́брь (чув. Октябрь) — выселок в Янтиковском районе Чувашской Республики. Входит в состав Индырчского сельского поселения.

## География
Находится в восточной части Чувашии на расстоянии приблизительно 10 км на восток по прямой от районного центра села Янтиково у границы с республикой Татарстан.

## История
Известен как поселение Хутор с 1927 года, в 1935 году отмечался как Выселки Октября. Число дворов и жителей: в 1939 — 93 жителя, 1979 — 68. В 2002 году было 14 дворов, 2010 — 6 домохозяйств. В годы коллективизации работал колхоз «Новый путь», в 2010 СХПК «Новый путь».

## Население
Население составляло 25 человек (чуваши 92 %) в 2002 году, 8 в 2010.